# 汉斯·莫德罗

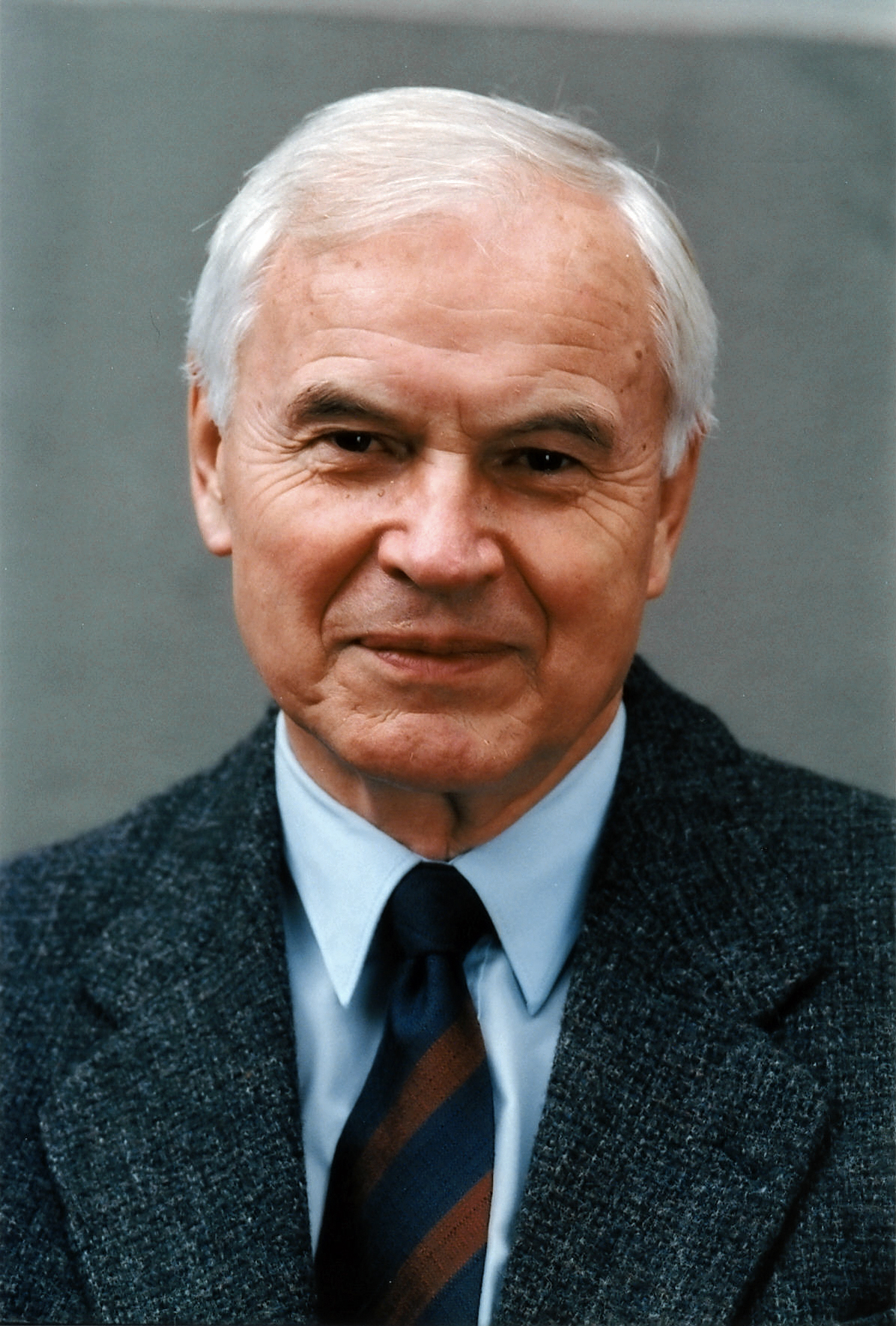
1999年的莫德洛

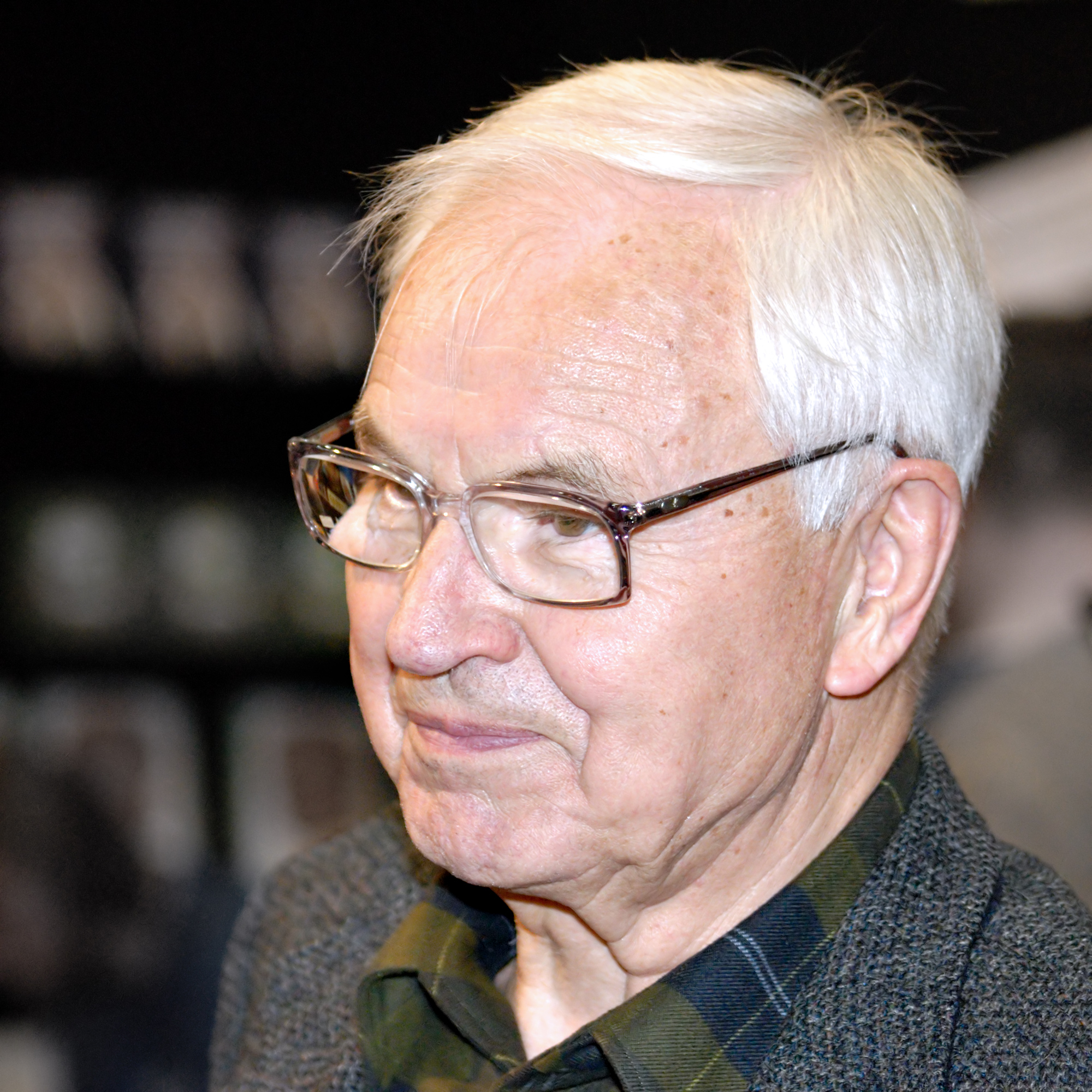
2008年的莫德洛

汉斯·莫德罗（德語：Hans Modrow，1928年1月27日—2023年2月11日）出生于德國波美拉尼亞省波利采（今屬波蘭西波美拉尼亞省），德国政治家，曾任第5任東德部长会议主席主席（即政府总理）、德国左翼党名誉主席。莫德罗是东德最后一位德国统一社会党总理。德國統一後曾繼續擔任德國國會議員，歐洲議會議員。第二次世界大战末期1945年，加入人民冲锋队，后被苏联军队俘虏成为战俘，接受强制劳动，后转而投入反法西斯阵营。